# 詐欺獵人 (2022年電視劇)
《詐欺獵人》是TBS電視台於2022年10月21日至12月23日播出的週五連續劇，由平野紫耀（King & Prince）主演。
2006年版的電視劇播出當時原作漫畫並沒有完結，所以這次重拍的劇情更貼近原作、也有完整的結局。詐騙內容也是以2022年現代社會容易遇到的詐騙案件為主。
串流服務KKTV、friDay影音（台灣），myTV Gold（香港）於10月22日起跟播。
海外電視台於2023年1月10日起由緯來日本台（台灣）播出。

## 登場人物

### 主要人物
- 黑崎高志郎：平野紫耀（King & Prince）[1]／黑鷺＜21歲＞

表面上是經營出租公寓「夕幻莊」的房東，事實上是專門詐騙詐欺師的詐欺師「黑鷺」。
15歲時父親被白鷺詐欺師所騙而失去一切，誓言向奪走家人的詐欺師御木本和寶條復仇。
極度喜歡甜食，但在桂木的店裡絕對不吃任何食物。
- 吉川冰柱：黑島結菜[2]＜21歲＞

政和大學法律系的三年級生。目標成為檢察官。「夕幻莊」202號室的房客。
因為父親遭詐騙而遇見黑崎，正義感強的她一開始無法接受黑崎為向詐欺師復仇而反過來騙他們的做法，但漸漸理解黑崎的想法，希望能將黑崎從為復仇而活的人生中解放出來。

### 甘味處「桂」
- 桂木敏夫：三浦友和[3]

表面上是甜點店「桂」的店主，事實上是詐欺業界影響力極大的黑手。
在黑崎失去一切時為了要給黑崎生存下去的目的而教黑崎詐騙的方式，是黑崎亦師亦父的存在。
提供白鷺的情報給黑崎、利用黑崎收拾掉阻礙他生意的白鷺。
- 早瀨佳乃子：中村友理[4]

桂木的手下。另有中文的別名「看不見」。原作漫畫中為男性角色。

### 東京中央署 智慧犯罪課
- 神志名將：井之脇海[5]＜24歲＞（事實上為26歲）

刑警。由於作為詐騙集團首謀的叔叔在他兩歲時被逮捕，父母恐怕受波及而將他從戶籍上抹殺，並送至親戚神志名家長大，因此憎恨詐欺師。
- 桃山哲次：宇野祥平[6]

警部補。在黑崎的父親當年被詐騙時受理案件的警察，在黑崎父親殺死一家的事件發生後，一直關心黑崎的動向。
- 伊達遙：富手麻妙[7]

### 白鷺詐欺師
- 白石陽一：山本耕史[8]

學生時期家人因為大樓工程偷工減料倒塌而死，因此成為專騙腐敗大企業的白鷺詐欺師。
在與黑崎聯手扳倒一間腐敗企業後，由於作為詐欺師的立場與目的相似，且對企業運作方面的專業知識更為了解，黑崎時常約他碰頭交換、商量情報或是協助設計詐騙手法。但也告誡黑崎別與桂木做對。
- 榎木：木村文哉[7]
- 御木本：坂東彌十郎[9]

騙了黑崎的父親使讓他走上絕路的詐欺師，黑崎一開始最大的敵人。
在與桂木決裂後無法再在日本立足而逃到上海投靠當地黑幫「紅龍」，但在黑崎的出擊與桂木從中作梗之後也與紅龍鬧翻，最後在走投無路之下開槍自盡。
- 垣根：金井勇太[7]
- 寶條兼人：佐佐木藏之介

鷹宮助教的叔父，表面是向日葵銀行的CEO，其實是替桂木洗錢的重要人物。
在黑崎的父親被騙之後惡意貸款給他，使黑崎的父親走向絕路的關鍵。

### 政和大學
- 三島由加利：永瀨莉子[7]

冰柱的同學。
- 鷹宮輝：時任勇氣[10]

法律系的助教，對冰柱有超過師生關係的好感。

### 吉川家
- 吉川辰樹：船越英一郎[11]（特別演出）

冰柱的父親。第一話遭到創業詐欺時被黑崎所救。
和原作及2006年版不同，是愛家的好爸爸。
事件落幕後，在朋友的介紹下到向日葵銀行的關係企業就職。生活重新步上軌道。雖然知道了女兒在外租的公寓的房東就是黑崎而有所擔心，但畢竟黑崎有恩於他且年齡與冰柱相仿，所以還是對他照顧有加。
- 吉川綠：相築彰子

冰柱的母親。對黑崎相當愛護，除了相信他性格本善之外也常常做點心送給他。
- 吉川敦：田中奏生

冰柱的弟弟。高中生。

### 黑崎家
- 黑崎浩司：前川泰之[7]

故人，黑崎的父親。在黑崎15歲時遭到御木本設局的創業詐欺之後被寶條的貸款逼上絕路，殺死一家之後自殺。
- 黑崎舞子：森下Hisae

故人，黑崎的母親。
- 黑崎明日香：鈴木球予

故人，黑崎的姊姊。

### 夕幻莊
- 天野正二郎：津嘉山正種
- 楊：真崎凱倫
- Bruno Rodriguez：費南德茲直行

### 其他人物
- 緒方：綾田俊樹
- 伊賀：伊藤麻實子

## 製作團隊
- 原作：黑丸、夏原武（原案）《詐欺獵人》（小學館《週刊Young Sunday》連載）
- 劇本：篠崎繪里子
- 音樂：木村秀彬
- 導演：田中健太、石井康晴、平野俊一
- 主題曲：King & Prince《月神》（Johnnys'Universe／環球音樂）
- 製作人：武田梓、那須田淳
- 製作著作：TBS電視台

## 播出日程
- 第1話加長20分鐘（22:00 - 23:14）。

| 集數                                                                      | 播出日期 | 副標題 | 中文標題 (friDay影音)               | 詐騙內容                      | 導演     | 收視率 |
| ------------------------------------------------------------------------- | -------- | ------ | ----------------------------------- | ----------------------------- | -------- | ------ |
| 第1話                                                                     | 10月21日 |        | 欺騙詐欺師的詐欺師-神鬼交鋒揭開序幕 | 創業詐欺                      | 田中健太 | 9.2%   |
| 第2話                                                                     | 10月28日 |        | 契約陷阱!吞食黑暗的信用卡詐欺       | 相遇服務詐欺                  | 田中健太 | 7.3%   |
| 第3話                                                                     | 11月04日 |        | 與最強白鷺鬥智!智慧財產權詐欺       | 智慧財產權詐欺                | 石井康晴 | 7.5%   |
| 第4話                                                                     | 11月11日 |        | 與宿敵直接對決!你並不孤單           | M&A詐欺 (企業合併詐欺)        | 平野俊一 | 6.9%   |
| 第5話                                                                     | 11月18日 |        | 上海的震撼結局!賭命復仇畫下句點     | -                             | 石井康晴 | 6.2%   |
| 第6話                                                                     | 11月25日 |        | 在公寓投資詐欺的現場初次約會!?      | 非法打工詐欺 單間公寓投資詐欺 | 田中健太 | 7.5%   |
| 第7話                                                                     | 12月02日 |        | 詐騙巨大銀行!為亡父討回公道!        | 目的外融資                    | 石井康晴 | 6.9%   |
| 第8話                                                                     | 12月09日 |        | 改當紅鷺!黑崎的身分曝光!            | 醫療補助詐欺                  | 田中健太 | 7.7%   |
| 第9話                                                                     | 12月16日 |        | 處決黑崎!訣別與最後的約會           | -                             | 石井康晴 | 7.1%   |
| 最終話                                                                    | 12月23日 |        | FINAL 最後的心聲                    | -                             | 田中健太 | 7.8%   |
| 平均收視率 7.4%（收視率由Video Research調查關東地區、家戶的即時統計資料） |          |        |                                     |                               |          |        |

## 外部連結
- 官方网站（日語）
  - 詐欺獵人的X（前Twitter）
  - 詐欺獵人的Instagram帳戶

| 日本 TBS電視台 週五連續劇                             | 日本 TBS電視台 週五連續劇                        | 日本 TBS電視台 週五連續劇 |
| ----------------------------------------------------- | ------------------------------------------------ | ------------------------- |
|                                                       | 詐欺獵人 （2022年10月21日－12月23日）            |                           |
| 石子與羽男：這種事能告嗎？ （2022年7月15日－9月16日） | 如果能說100萬次就好了 （2023年1月13日－3月17日） |                           |

| 臺灣 緯來日本台 每週一至五 21:00 - 22:00    | 臺灣 緯來日本台 每週一至五 21:00 - 22:00 | 臺灣 緯來日本台 每週一至五 21:00 - 22:00 |
| ------------------------------------------- | ---------------------------------------- | ---------------------------------------- |
|                                             | 詐欺獵人 （2023年1月10日－1月20日）      |                                          |
| 王牌護理師 （2022年12月28日－2023年1月9日） | 小侍女千代 （2023年1月30日－3月24日）    |                                          |

| 香港 無綫電視J2 星期一至五 10:00 - 11:00       | 香港 無綫電視J2 星期一至五 10:00 - 11:00   | 香港 無綫電視J2 星期一至五 10:00 - 11:00 |
| ---------------------------------------------- | ------------------------------------------ | ---------------------------------------- |
|                                                | 欺詐獵人 （2023年12月4日－2023年12月15日） |                                          |
| 約定的灰姑娘 （2023年11月20日－2023年12月1日） | —                                          |                                          |